# متلازمة جارفيل ولانغ-نلسن
متلازمة جارفيل ولانغ-نلسن (بالإنجليزية: Jervell and Lange-Nielsen syndrome)‏ هي نوع من أنواع متلازمة كيو تي الطويلة مُرتبطة مع الفقدان الشديد للسمع العصبي الحسي في الأذنتين. وهي حالة مرضية تُسبب حدوث اضطراب النبض الطبيعي للقلب. يُعتبر هذا الاضطراب هو نوع من متلازمة كيو تي الطويلة، حيثُ تؤدي هذه الحالة التي تُصيب القلب إلى زيادة الوقت الذي تحتاجُه عضلة القلب أكثر من المُعتاد لإعادة عملية الشحن ما بين ضربات القلب. وّإذا لم يُعالج، فسيؤدي ذلك إلى حدوث إغماء ونوبة أو الموت المفاجئ بفعل تأثير ضربات القلب غير المُنتظمة. ولقد شخصت لأول مرة من قبل أنطون جارفيل ولانغ نلسن في عام 1957.

## الأعراض والعلامات
تتسبب متلازمة متلازمة جارفيل ولانغ-نلسن في فقدان السمع الحسي العصبي الشديد منذ الولادة، مما يؤثر على كلتا الأذنين. يعاني المرضى من زيادة طول المسافة كيو تي على مخطط كهربائية القلب، ويكونون معرضين أيضًا لخطر عدم انتظام ضربات القلب، مما قد يسبب الدوخة أو الإغماء أو النوبات الصرعية. بشكل عام، تؤثر متلازمة جارفيل ولانغ-نلسن على القلب بشكل أكثر حدة من الأشكال الأخرى لمتلازمة كيو تي الطويلة. يعاني 90% من المصابين بمتلازمة جارفيل ولانغ-نلسن من عدم انتظام ضربات القلب، مع ظهور أعراض على 50% منهم في سن 3 سنوات. يؤدي عدم انتظام ضربات القلب في بعض الحالات إلى الموت المفاجئ.

## التشخيص
فقدان السمع الحسي العصبي في متلازمة جارفيل ولانغ-نلسن موجود منذ الولادة ويمكن تشخيصه باستخدام اختبار قياس السمع أو الاختبارات الفسيولوجية للسمع. يمكن تشخيص السمات القلبية لمتلازمة جارفيل ولانغ-نلسن عن طريق قياس فترة كيو تي على مخطط كهربائية القلب المأخوذ على 12 مسرى. يكون طول كيو تي الوسطي أقل من 450 مل ثانية عند 95% من الذكور العاديين، وأقل من 460 مل ثانية عند 95% من الإناث الطبيعيات. يكون طول كيو تي الوسطي عند مرضى متلازمة جارفيل ولانغ-نلسن أكبر من 500 مل ثانية عادة.
يجب أن تؤخذ العوامل الأخرى التي تزيد من طول كيو تي في الاعتبار عند إجراء التشخيص، والتي دُمج بعضها في أنظمة خاصة للتشخيص بحسب الدرجات الموجودة مثل مقياس شوارتز. تشمل هذه العوامل إصابة سابقة باضطرابات في معدل ضربات القلب الطبيعية (تورساد دي بوانت)، والإغماء غير المبرر (الغشي)، والتاريخ العائلي لمتلازمة كيو تي الطويلة المؤكدة. يمكن أيضًا استخدام الاختبارات الجينية لتحديد المتغيرات في جينات KCNQ1 أو KCNE1.

## العلاج
يمكن تقليل مخاطر عدم انتظام ضربات القلب بعدة طرق. يجب تجنب الأدوية التي تزيد من طول كيو تي مثل السوتالول، وإجراء التمارين الشاقة. يجب أن تبقى مستويات البوتاسيوم في الدم ضمن المعدل الطبيعي. يمكن استخدام مكملات البوتاسيوم في حال فقدان البوتاسيوم في بعض الإصابات بالإسهال أو القيء، ولكن قد تكون هناك حاجة أيضًا إلى الأدوية التي تزيد من الاحتفاظ بالبوتاسيوم مثل السبيرونولاكتون أو الأميلوريد. تقلل حاصرات بيتا مثل بروبرانولول أو نادولول من خطر عدم انتظام ضربات القلب.
يمكن استخدام جهاز مقوم نظم القلب مزيل الرجفان القابل للزرع، وهو جهاز صغير يراقب ضربات القلب ويمكنه تلقائيًا توصيل صدمة كهربائية لإعادة تشغيل القلب. يوصى باستخدام هذه الأجهزة عند مرضى متلازمة جارفيل ولانغ-نلسن الذين عانوا من توقف القلب أو الإغماءات برغم تناول حاصرات بيتا. نظرًا لارتفاع خطر الإصابة باضطراب نظم القلب المرافق لمتلازمة جارفيل ولانغ-نلسن أكثر من الأشكال الأخرى لمتلازمة كيو تي الطويلة، يمكن استخدام مزيل الرجفان حتى عند الأشخاص الذين لا يعانون من أي أعراض.
بالنسبة للمرضى الذين يعانون من عدم انتظام ضربات القلب المتكررة على الرغم من العلاج الطبي، يمكن إجراء تقنية جراحية تسمى قطع الودي الصدري بالتنظير.

## الإنذار
يكون خطر عدم انتظام ضربات القلب أعلى عند مرضى متلازمة جارفيل ولانغ-نلسن من الأشكال الأخرى لمتلازمة كيو تي الطويلة. على الرغم من أن هذا الخطر يعتمد على الخلل الجيني الأساسي ودرجة طول كيو تي، لكن أكثر من 50% من المصابين سيموتون قبل سن 15 عامًا بدون علاج. ومع ذلك، فإن العلاج بحاصرات بيتا يقلل بشكل ملحوظ من خطر الوفاة، وفي بعض الحالات الخاصة زرع مزيل الرجفان.

## وبائيًا
تؤثر متلازمة جارفيل ولانغ-نلسن على واحد من كل 166000 إلى 625000 طفل، وهي مسؤولة عن أقل من 10% من جميع حالات متلازمة كيو تي الطويلة. ونسبة حدوثها أعلى بشكل ملحوظ في النرويج والسويد بمعدل واحد لكل 200000.

## العلاج
في حال أن المريض قد عانى من حالة إغماء أو من توقف القلب فيجب استخدام مقوم نظم القلب مزيل الرجفان القابل للزرع ومحصرات بيتا مثل البروبرانولول.